# Tommaso Marini
Tommaso Marini (født 17 april 2000) er en italiensk fægter, der specialiserer sig i fleuret. Han repræsenterede Italien ved sommer-OL 2024 i Paris, hvor han vandt sølv i holdkonkurrencen.